# Hem till Norden
Hem till Norden är ett studioalbum från 1996 av Kikki Danielsson & Roosarna. För albumet nominerades akten till en Grammis för 1996, men Sten & Stanley vann .

## Låtlista
| Nr  | Titel                           | Låtskrivare                                  | Längd | Sång                          |
| --- | ------------------------------- | -------------------------------------------- | ----- | ----------------------------- |
| 1.  | "All min kärlek"                | Carl-Henry Kindbom, Carl Lösnitz             | 3:15  | Kikki Danielsson              |
| 2.  | "En skimrande minut"            | Tommy Gunnarsson, Elisabeth Lord             | 3:13  | Kikki Danielsson              |
| 3.  | "Ingenting är längre som förut" | Lasse Holm, Kaj Svenling                     | 3:01  | Kikki Danielsson              |
| 4.  | "Sången från bergen"            | Johnny Thunqvist, Kaj Svenling               | 3:23  | Kikki Danielsson              |
| 5.  | "Då räknar jag till hundra"     | Tim Norell, Ola Håkansson och Alexander Bard | 3:32  | Kikki Danielsson              |
| 6.  | "Bara du älskar mig"            | Michael Saxell                               | 3:00  | Kikki Danielsson              |
| 7.  | "Beautiful Sunday"              | Daniel Boone, Rod McQueen                    | 3:06  | Kjell Roos                    |
| 8.  | "Du är Solen i mitt liv"        | Lasse Holm, Gert Lengstrand                  | 3:34  | Kikki Danielsson              |
| 9.  | "Hem till Norden"               | Tommy Andersson, Kaj Svenling                | 3:01  | Kikki Danielsson              |
| 10. | "Ung, blåögd och blyg"          | Lasse Holm                                   | 3:10  | Kikki Danielsson              |
| 11. | "Du och jag"                    | Leif Åhman, G. Johansson                     | 3:34  | Kikki Danielsson & Kjell Roos |
| 12. | "I mitt hjärta"                 | Lotta Ahlin, Tommy Lydell                    | 3:09  | Kikki Danielsson              |
| 13. | "När du kommer hem"             | Mikael Wendt, Christer Lundh                 | 2:58  | Kikki Danielsson              |
| 14. | "Så länge mitt hjärta kan slå"  | Michael Saxell                               | 4:03  | Kikki Danielsson              |
| 15. | "Ett vänligt ord"               | Michael Saxell                               | 3:09  | Kikki Danielsson              |
| 16. | "A Way with a Broken Heart"     | Patty Way, Mike Lawler, Michael Saxell       | 2.54  | Kikki Danielsson              |

### Fotnoter
1. ↑  ”Hem till Norden”. Svensk mediedatabas. 16 april 1996. http://smdb.kb.se/catalog/id/001510324. Läst 13 juni 2010.
2. ↑  Infosajten - Grammis 1996 Arkiverad 21 november 2008 hämtat från the Wayback Machine.